# Mammut Sports Group
Mammut Sports Group AG (také známá jako Arova-Mammut AG, Mammut AG) je švýcarský výrobce horolezeckého a trekkingového vybavení se sídlem v Seonu ve Švýcarsku. Společnost byla založena v roce 1862 Kasparem Tannerem v Dintikonu. Dnes patří Mammut společnosti Conzzeta AG. Do společnosti Mammut Sports Group patří mimo jiné i Raichle (horské a trekové boty), Ajungilak (spací pytle) a Toko (lyžařské vosky).
V roce 2011 měla společnost Mammut objem prodeje 210.8 milionů CHF. Společnost je světovým lídrem v oblasti horolezeckých lan, spolu s německou firmou Edelrid. Mammut má v ústředí asi 200 zaměstnanců a provozuje řadu poboček po celém světě. Centrální úložiště pro Evropu je v Memmingen v Německu, které bylo již několikrát rozšířeno.

## Toko
Společnost založil Jakob Tobler v roce 1916 v Altstättenu ve Švýcarsko jako Tobler & Co.', společnost původně vyráběla chemikálie pro domácnost. V roce 1933 byl název zkrácen na Toko a současně společnost začala nabízet lyžařské vosky. Několikrát proběhla změna majitele, než se v roce 2003 firma stala součástí společnosti Mammut. 

## Raichle
V dubnu 2003 koupila společnost Mammut obuvnickou firmu Raichle, od Rakouského majitele Kneissl, i když Raichle byla původně založena v Kreuzlingenu.
Raichle vyráběla boty asi 100 let, od března 2009, jsou bývalé Raichle produkty uváděny na trh jako Mammut. 